# Wschodnioniemiecka Formuła 3 Sezon 1970
Sezon 1970 był szesnastym sezonem Wschodnioniemieckiej Formuły 3.

## Kalendarz wyścigów
| Runda | Data         | Tor        | Pole position      | Najszybsze okrążenie | Zwycięzca (kierowcy) | Zwycięzca (zespoły)     |
| ----- | ------------ | ---------- | ------------------ | -------------------- | -------------------- | ----------------------- |
| 1     | 31 maja      | Bernau     | Rolf Gröndahl      | Rolf Gröndahl        | Rolf Gröndahl        | Kalmar MK               |
| 2     | 6–7 czerwca  | Bautzen    | Frieder Rädlein    | Dieter Pankrath      | Manfred Berger       | MC Wolfen-Bitterfeld    |
| 3     | 2 sierpnia   | Lückendorf | ?                  | Ulli Melkus          | Klaus-Peter Krause   | MC Gotha                |
| 4     | 8–9 sierpnia | Schleiz    | ?                  | Wolfgang Küther      | Klaus-Peter Krause   | MC Gotha                |
| 5     | 5–6 września | Drezno     | Freddy Kottulinsky | Freddy Kottulinsky   | Freddy Kottulinsky   | Liptons Racing Division |

## Klasyfikacja kierowców
| Legenda oznaczeń w tabelach wyników Wyświetl szablon na nowej stronie | Legenda oznaczeń w tabelach wyników Wyświetl szablon na nowej stronie                                                                     |
| Oznaczenie                                                            | Wyjaśnienie |
| --------------------------------------------------------------------- | --- |
| Złoty                                                                 | Zwycięzca lub mistrzostwo |
| Srebrny                                                               | 2. miejsce lub wicemistrzostwo |
| Brązowy                                                               | 3. miejsce lub II wicemistrzostwo |
| Zielony                                                               | Ukończył, punktował (w klasyfikacji generalnej, gdy zdobył co najmniej jeden punkt na przestrzeni sezonu, poza trzema powyższymi opcjami) |
| Niebieski                                                             | Ukończył, nie punktował (w klasyfikacji generalnej, gdy nie zdobył co najmniej jednego punktu na przestrzeni sezonu)                      |
| Czerwony                                                              | Nie zakwalifikował się (NZ) |
| Czerwony                                                              | Nie prekwalifikował się (NPK) |
| Różowy                                                                | Nie ukończył (NU) |
| Różowy                                                                | Niesklasyfikowany (NS) (w klasyfikacji generalnej, gdy nie został sklasyfikowany w żadnym wyścigu sezonu)                                 |
| Czarny                                                                | Zdyskwalifikowany (DK) |
| Czarny                                                                | Wykluczony (WYK/EX) |
| Biały                                                                 | Nie wystartował (NW) |
| Biały                                                                 | Kontuzjowany (K/INJ) |
| Biały                                                                 | Wyścig odwołany (OD/C) |
| Bez koloru                                                            | Został wycofany (WYC/WD) |
| Bez koloru                                                            | Nie przybył (NP/DNA) |
| Bez koloru                                                            | Nie brał udziału w treningach (NT/DNP) |
| Bez koloru                                                            | Nie został zgłoszony (–) |
| Pogrubienie                                                           | Start z pole position |
| Kursywa                                                               | Najszybsze okrążenie wyścigu |
| †                                                                     | Nie ukończył, ale jego rezultat został zaliczony ze względu na przejechanie więcej niż 90% dystansu wyścigu.                              |
| *                                                                     | Sezon w trakcie |
| 1/2/3                                                                 | Punktowana pozycja w sprincie kwalifikacyjnym                                                                                             |
| Lista systemów punktacji Formuły 1                                    | |

| Poz.                                          | Kierowca              | Zespół                      | BER | BAU | LCK | SLZ | DRE | Punkty |
| --------------------------------------------- | --------------------- | --------------------------- | --- | --- | --- | --- | --- | ------ |
| 1                                             | Klaus-Peter Krause    | MC Gotha                    | 4   | -   | 1   | 1   | 6   | 25     |
| 2                                             | Ulli Melkus           | MC Post Dresden             | 2   | -   | 3   | 7   | 3   | 22     |
| 3                                             | Manfred Berger        | MC Wolfen-Bitterfeld        | NU  | 1   | 5   | 3   | 11  | 15     |
| 4                                             | Heinz Melkus          | MC Post Dresden             | 3   | -   | 2   | 6   | NU  | 13     |
| 5                                             | Peter Findeisen       | MC Lockwitzgrund            | 5   | -   | 4   | NU  | 4   | 12     |
| 6                                             | Jürgen Käppler        | MC Brand-Erbisdorf          | 6   | 3   | 8   | 4   | 8   | 11     |
| 7                                             | Wolfgang Küther       | MC Betonwerke Dresden       | NU  | 4   | 6   | 2   | NU  | 10     |
| 8                                             | Dieter Pankrath       | MC Fernsehelektronik Berlin | NU  | 2   | 7   | 5   | 9   | 9      |
| 9                                             | Frieder Rädlein       | MC Lockwitzgrund            | NU  | NU  | 9   | 15  | 5   | 4      |
| 10                                            | Wolfgang Krug         | MC Großenhain               | NU  | 8   | -   | 17  | NU  | 2      |
| 11                                            | Siegfried Scholz      | MC Bernauer Schleife        | NU  | 9   | 11  | 10  | NU  | 1      |
| 11                                            | Manfred Bretschneider | MC Automot Heidenau         | 7   | -   | 10  | 16  | -   | 1      |
| NS                                            | Siegfried Bubenik     | MC Betonwerke Dresden       | -   | 5   | -   | 8   | 7   | 0      |
| NS                                            | Frank Hausmann        | MC Oschersleben             | -   | 6   | -   | 13  | -   | 0      |
| NS                                            | Manfred Lesche        | MC Betonwerke Dresden       | -   | 7   | -   | 11  | NU  | 0      |
| NS                                            | Dieter Lindner        | MC Betonwerke Dresden       | -   | -   | -   | 9   | -   | 0      |
| NS                                            | Werner Eschrich       | MC Gräfenroda               | -   | -   | -   | 12  | -   | 0      |
| NS                                            | Günter Klingner       | MC Post Leipzig             | -   | -   | -   | 14  | -   | 0      |
| NS                                            | Joachim Willmann      | MC Bernauer Schleife        | -   | -   | -   | NU  | -   | 0      |
| NS                                            | Werner Markhoff       | MC Prenzlau                 | -   | -   | -   | NU  | -   | 0      |
| NS                                            | Kurt Rolapp           | MC Klosterfelde             | -   | -   | -   | NU  | -   | 0      |
| NS                                            | Eberhard Fingerle     | MC Post Berlin              | -   | -   | -   | NU  | -   | 0      |
| NS                                            | Lothar Wolf           | MC Freital                  | -   | -   | -   | NU  | NW  | 0      |
| NS                                            | Martin Schulz         | MC Klosterfelde             | -   | -   | -   | NU  | -   | 0      |
| Kierowcy niedopuszczeni do zdobywania punktów |                       |                             |     |     |     |     |     |        |
| NS                                            | Rolf Gröndahl         | Kalmar MK                   | 1   | -   | -   | -   | 2   | 0      |
| NS                                            | Freddy Kottulinsky    | Liptons Racing Division     | -   | -   | -   | -   | 1   | 0      |
| NS                                            | Jaroslav Mlček        | Jaroslav Mlček              | 8   | -   | -   | -   | -   | 0      |
| NS                                            | Jaroslav Koval        | Jaroslav Koval              | 9   | -   | -   | -   | -   | 0      |
| NS                                            | René Scalais          | Ecurie Azur                 | NU  | -   | -   | -   | 12  | 0      |
| NS                                            | Miklós de Sorgo       | Spartacus Budapest          | NU  | -   | NU  | -   | NU  | 0      |
| NS                                            | Arthur Frischknecht   | Arthur Frischknecht         | -   | -   | -   | -   | NU  | 0      |